# Arthur Benda
Arthur Benda (* 23. März 1885 in Berlin; † 7. September 1969 in Wien) war ein deutscher Fotograf. Von 1907 bis 1938 arbeitete er im Fotoatelier d’Ora in Wien, ab 1921 als Teilhaber von Dora Kallmus sowie ab 1927 unter dem Namen d’Ora-Benda als alleiniger Inhaber.

## Leben
Arthur Benda ging von 1899 bis 1902 bei dem Fotografen Nicola Perscheid in Leipzig in die Lehre und erlernte die Techniken der Farbfotografie und der Edeldrucke. 1902 arbeitete er für Theodor Penz in Berlin-Charlottenburg und wechselte nach zehn Monaten zu Franz Kullrich in Berlin. 1905 erhielt Benda eine Anstellung in der Lichtdruckfirma Stange & Wagner in Berlin. Nachdem die fotografische Abteilung nach wenigen Monaten aufgelassen wurde, erhielt er eine Anstellung als Leiter der Handentwicklungsabteilung von Rotophot in Berlin. Ab Februar 1906 war Benda wieder bei Perscheid beschäftigt. In einem improvisierten Fotolabor im Elternhaus vertiefte er bis 1907 seine praktischen Kenntnisse, fertigte erste farbige Gummidrucke, beschäftigte sich mit dem Verfahren der Pinatypie und experimentierte mit der Entwicklung verschiedener Farbtöne.

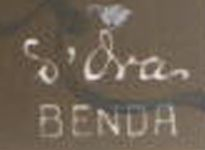
Signatur eines d’Ora-Benda-Fotos

Im Jahr 1906 lernte Arthur Benda die Fotografin Dora Kallmus kennen, die sich ebenfalls bei Perscheid ausbilden ließ. Als diese 1907 das Atelier d’Ora in der Wipplingerstraße in Wien eröffnete, wurde Benda ihr Assistent. Das Atelier d’Ora spezialisierte sich auf Porträt- und Modeaufnahmen. Kallmus und Benda machten sich schnell einen Namen und belieferten bald die wichtigsten Zeitschriften und Magazine. Der Gipfel an Renommée war erreicht, als Madame d’Ora 1916 anlässlich der Krönung des Kaisers Karl I. zum König von Ungarn den anwesenden Hochadel fotografierte.
Im Jahr 1921 wurde Arthur Benda Teilhaber des Ateliers d’Ora, das während der Saison auch eine Filiale in Karlsbad betrieb. 1927 übernahm Arthur Benda das Atelier von Dora Kallmus, die seit 1925 ein zweites Atelier in Paris unterhielt, und führte es unter dem Namen d’Ora-Benda gemeinsam mit seiner Frau Hanny Mittler weiter. Neben Porträts fotografierte er vor allem Akte, die den neuen Firmennamen auch in Herrenmagazinen weltweit bekannt machten.
So allseits bekannt Benda als hervorragender Fotograf ist, so wenig bekannt ist, dass Benda in den späten 1920er Jahren bei der prominenten Wiener Opernsängerin Jenny Korb höchst erfolgreich Unterricht in Operngesang nahm. Mit ihm gemeinsam trat Korb am 3. April 1930 bei einem Liederabend aus einem weitgefächerten Opernrepertoire im Wiener Konzerthaus auf, der nicht nur in Rezensionen von elf Wiener Tageszeitungen bzw. Magazinen, sondern auch im New Yorker Herald durchwegs beste Kritiken erntete. So heißt es im Wiener Salonblatt:
Konzert Jenny Korb (Sopran) – Arthur Benda (Baß): Dieses Konzert war eine angenehme Überraschung. Jenny Korbs schlagkräftiger, besonders in der Mittellage warmer und leuchtender Sopran nahm sofort gefangen.[…] Der Baß des Herrn Arthur Benda ist groß, besonders in der Tiefe von orgeltöniger Pracht und auch technisch gut geschult […]
Bendas großer Erfolg bei diesem Konzert verschaffte ihm – wie später im Wiener Salonblatt zu lesen ist – in der Folge einen Schallplattenvertrag bei Ultraphon … Auf der zu Beginn 1931 im Handel erschienenen Schellack-Platte lassen sich übrigens vom Konzertabend das Trinklied des Falstaff aus „Die lustigen Weiber von Windsor“ und die Arie des Osmin aus „Die Entführung aus dem Serail“: „Wer ein Liebchen hat gefunden“ „nachhören“.
Ein Großauftrag des Königs von Albanien Zogu I., der sich und seine Familie 1937 drei Wochen lang von Arthur Benda in Tirana porträtieren ließ und ihm weitere Aufträge vermittelte, sicherte Arthur Benda finanziell ab. Im Jahr 1938 eröffnete er am Kärntnerring in Wien ein neues Atelier, das er nach dem Zweiten Weltkrieg unter eigenem Namen weiterführte.
Arthur Benda starb an den Folgen eines Schlaganfalls 1969 in einem Wiener Krankenhaus. Sein künstlerischer Nachlass wurde vom Land Oberösterreich erworben und befindet sich im Schlossmuseum Linz.